# Magnetostricțiune

Magnetostricţiunea

Magnetostricțiunea este proprietatea materialelor feromagnetice de a-și schimba forma în prezența unui câmp magnetic exterior. Efectul a fost pentru prima dată evidențiat în 1842 de către James Prescott Joule în timp ce cerceta comportamentul unei bucăți nichel atunci când era supusă acțiunii unui câmp magnetic.